# Abdisalam Ibrahim
Abdisalam Abdulkadir Ibrahim, född den 24 februari 1991 i Mogadishu, Somalia, är en norsk fotbollsspelare som spelar för Bisceglie. 

## Karriär
Ibrahim gjorde sin Premier League-debut för Manchester City den 21 februari 2010 mot Liverpool.
I mars 2021 värvades Ibrahim av italienska Serie C-klubben Bisceglie.

## Meriter

### Manchester City
- FA Youth Cup: 2008